# Гесвайлер
Гесвайлер (нім. Hesweiler) — громада в Німеччині, розташована в землі Рейнланд-Пфальц. Входить до складу району Кохем-Целль. Складова частина об'єднання громад Цель.
Площа — 2,31 км2. Населення становить 123 ос. (станом на 31 грудня 2020).